# Евровидение-2003
Конкурс песни Евровидение 2003 (англ. Eurovision Song Contest 2003; фр. Concours Eurovision de la chanson 2003; латыш. 2003. gada Eirovīzijas dziesmu konkurss) — 48-й конкурс песни «Евровидение». Проходил в Риге (Латвия) 24 мая 2003 года, благодаря победе Marie N с песней «I Wanna» годом ранее.
В конкурсе приняло участие 26 стран, что стало рекордным показателем за всю его историю (среди финалов). В последний раз конкурс проводился в течение одного вечера. На его проведение латвийское правительство выделило 2,3 млн долларов. Дания, Литва, Македония, Финляндия и Швейцария пропустили конкурс из-за плохих результатов. Их места заняли Ирландия, Исландия, Нидерланды, Норвегия, Польша и Португалия. Также состоялся дебют Украины.
Босния и Герцеговина и Россия по причине плохой телекоммуникационной сети использовали голосование жюри. Кроме того, на основании голосов резервного жюри были распределены голоса Ирландии, что послужило причиной обвинения со стороны российских представителей в его адрес в подтасовке результатов. Однако было объявлено, что результаты голосования зрителей не отличались от итоговой оценки, выставленной жюри.
Победу на конкурсе после 28 лет участия впервые одержала Турция, которую представляла Сертаб Эренер с песней «Everyway That I Can» («Всеми путями, какими я могу»). В топ-5 также вошли Бельгия, Россия, Норвегия и Швеция.

## Место проведения
Ри́га (латыш. Rīga) — столица Латвии и крупнейший город стран Балтии. Политический, экономический и культурный центр Латвии.
22 августа 2002 года латвийский общественный вещатель Latvijas Televīzija (LTV) объявил, что выбрал Олимпийский комплекс Сконто в Риге как место проведения конкурса в 2003 году.
У LTV изначально были бюджетные проблемы с организацией конкурса. Председатель Национального совета по радио и телевидению Оярс Рубенис заявил, что если правительство не предоставит бюджетных гарантий, совет, которому принадлежат акции LTV, проголосует против организации конкурса. Рубенис уточнил, что LTV готова освещать творческую сторону и трансляцию конкурса, но потребуются дополнительные средства на инфраструктуру, отели и другие финансовые вопросы.
Правительство Латвии выделило 5,3 миллиона евро на проведение мероприятия, ещё 1,1 миллиона евро предоставила Рижская дума, что покрыло предполагаемые организационные расходы на проведение конкурса. Была создана рабочая группа, в которую вошли члены LTV, Национального совета по радио и телевидению и государственные секретари, для четкой работы по организации конкурса и отчета о предполагаемых расходах.
В качестве места проведения конкурса рассматривались три города: Вентспилс, Рига и Юрмала. LTV запросило у трех городов предложения о том, как они планируют организовать конкурс. Рижская дума предложила в качестве возможных мест проведения конкурса открытую сцену «Межапаркс», олимпийский комплекс «Сконто» и Международный выставочный центр на Кипсале. Вентспилс предложил провести конкурс в олимпийском центре «Вентспилс», заручившись поддержкой мэра города Айварса Лембергса, который добавил, что Вентспилс также может предоставить два круизных парома, на которых можно разместить до 8 000 гостей. Юрмальская дума предложила концертный зал «Дзинтари» с планами расширения и модернизации объекта и прилегающей инфраструктуры.
Позднее организационная рабочая группа LTV решила удовлетворить заявки Риги и Вентспилса, исключив Юрмалу и открытую сцену Межапарка в Риге. 15 июня 2002 года Референс-группа EBU совместно с организационной рабочей группой в Латвии решила, что конкурс 2003 года будет проходить в Риге, а выбор места проведения между олимпийским комплексом Сконто и Кипсальским международным выставочным центром будет решать LTV. В итоге LTV выбрало олимпийский центр Сконто в качестве места проведения конкурса.

### Выбор места проведения
Город проведения
     Подали заявку
| Город     | Место проведения                          | Вместимость                    |
| --------- | ----------------------------------------- | ------------------------------ |
| Вентспилс | Олимпийский центр «Вентспилс»             | 3 200 (планировалось до 8 000) |
| Рига      | Международный выставочный центр «Кипсала» | —                              |
| Рига      | Олимпийский комплекс «Сконто»             | 8 000                          |
| Рига      | Открытая сцена «Межапаркс»                | —                              |
| Юрмала    | Концертный зал «Дзинтари»                 | около 2 000                    |

## Формат
В ноябре 2002 года EBU опубликовал правила конкурса 2003 года, в которых подробно описывалось, что в конкурсе примут участие двадцать шесть стран, что стало самым большим количеством участников до этого момента. Правила также изменили критерии отбора участников, изменив дату начала выпуска песен с 1 января 2003 года на 1 октября 2002 года. Также было изменено правило тай-брейка, который теперь решался в пользу той страны, которая получила баллы от большего числа стран, а не учитывалось количество полученных высших оценок (12 баллов). Жеребьёвка порядка выступлений состоялась 29 ноября 2002 года в Риге, её вели Мари Н и Ренарс Кауперс, а результаты были объявлены во время отложенной трансляции в тот же день.
Официальными спонсорами конкурса были латвийский оператор мобильной связи Latvijas Mobilais Telefons и латвийская банковская компания Parex Banka. LTV выбрал в качестве официального партнёра компанию Latvia Tours, которая обеспечивала проживание, проезд и отдых делегации конкурса и других гостей. Рижская дума также отвечала за рекламу и мероприятия в течение недели, предшествовавшей конкурсу.
Полная подготовка к конкурсу 2003 года началась 18 мая 2003 года в олимпийском комплексе Сконто. Были проведены репетиции, пресс-конференции, участники также были вовлечены в интернет-чат. 23 мая состоялись две генеральные репетиции, на которых присутствовало около 12 000 человек. Организаторы конкурса провели пресс-конференцию; одним из вопросов, на который жаловались, было отсутствие приглашений на афтерпати. Последняя генеральная репетиция состоялась 24 мая, в день проведения конкурса. Также была проведена имитация процедуры голосования, в ходе которой ведущие впервые связались со всеми двадцатью шестью странами через спутник.
В конкурсе участвовали специальные гости, которые общались с ведущими через спутник: Лиз Ассиа, победительница конкурса 1956 года, приветствовала ведущих и зрителей из Никосии, Элтон Джон говорил с ведущими в прямом эфире с Бала жизни в Вене, а один астронавт и один космонавт — Эд Лу и Юрий Маленченко — передали приветствие с Международной космической станции. В качестве антракта на конкурсе был показан короткометражный фильм режиссера Анны Видулеи, в котором выступили латвийская пост-фольклорная группа Iļģi, группа Ренарса Кауперса Brainstorm, Мари Н и пианист Раймонд Паулс.
В день конкурса коэффициенты букмекерской конторы William Hill ставили Россию как фаворита на победу в конкурсе совместно с Испанией. Ирландия, Словения, Эстония, Норвегия и Исландия занимали третье, четвертое и пятое места соответственно. По итогам конкурса фавориты Россия заняла третье место, Испания — восьмое, а аутсайдеры Турция (20-1) и Бельгия (50-1) заняли первое и второе места соответственно. Австрия с коэффициентом 100 к 1 была фаворитом на последнее место, однако она показала лучший результат с 1989 года, заняв шестое место.
Официальный альбом-компиляция, включающий все двадцать шесть конкурсных работ, был впервые выпущен на лейбле EMI/CMC.

## Участвующие страны
Согласно правилам конкурса, к участию в нем были допущены 26 стран, что стало новым рекордом по количеству конкурсных работ за один раз. Первоначально планировалось, что в мероприятии примут участие в общей сложности 25 стран, однако незадолго до публикации списка стран-участниц в ноябре 2002 года в список была включена Украина, которая впервые приняла участие в конкурсе. К участию вернулись Ирландия, Исландия, Нидерланды, Норвегия, Польша и Португалия, пропустившие конкурс в прошлом году, заняв места Дании, Литвы, Македонии, Финляндии и Швейцарии, покинувших конкурс из-за плохих результатов в 2002 году. Албания, Беларусь, а также Сербия и Черногория изначально планировали свой дебют, но из-за поздних изменений EBU в правилах, их участие было отложено до следующего года.
| Страна               | Вещатель           | Исполнитель         | Песня                            | Перевод                        | Язык                        | Автор(ы)                                                           |
| -------------------- | ------------------ | ------------------- | -------------------------------- | ------------------------------ | --------------------------- | ------------------------------------------------------------------ |
| Австрия              | ÖRF                | Альф Пойер          | «Weil der Mensch zählt»          | «Человек есть мера всех вещей» | Немецкий                    | Альф Пойер                                                         |
| Бельгия              | RTBF               | «Urban Trad»        | «Sanomi»                         | «Саноми»                       | Вымышленный                 | Ив Барбье                                                          |
| Босния и Герцеговина | PBSBiH             | Мийя Мартина        | «Ne brini»                       | «Не волнуйся»                  | Хорватский, английский      | Арьяна Кунстек, Инес Прахо                                         |
| Великобритания       | BBC                | «Jemini»            | «Cry Baby»                       | «Плачь, детка»                 | Английский                  | Мартин Ишервуд                                                     |
| Германия             | ARD (NDR)          | Лу                  | «Let's Get Happy»                | «Давайте будем счастливы»      | Английский                  | Бернд Майнунгер, Ральф Зигель                                      |
| Греция               | ERT                | Мандо               | «Never Let You Go»               | «Никогда не дам тебе уйти»     | Английский                  | Мандо, Тери Сиганос                                                |
| Израиль              | IBA                | Лиор Наркис         | «מילים לאהבה» («Milim la’ahava») | «Слова для любви»              | Иврит, английский           | Йосси Гиспан, Йони Роэх                                            |
| Ирландия             | RTÉ                | Мики Харт           | «We've Got the World»            | «Целый мир — наш»              | Английский                  | Мартин Брэнниган, Кит Моллой                                       |
| Исландия             | RÚV                | Биргитта            | «Open Your Heart»                | «Открой своё сердце»           | Английский                  | Биргитта Хаукдаль, Халлгримур Оскарссон, Свейнбьерн И. Балдвинссон |
| Испания              | TVE                | Бет                 | «Dime»                           | «Скажи мне»                    | Испанский                   | Амайя Мартинес, Хесус Мария Перес                                  |
| Кипр                 | CyBC               | Стелиос Константас  | «Feeling Alive»                  | «Чувствовать себя живым»       | Английский                  | Стелиос Константас                                                 |
| Латвия (Х)           | LTV                | «F.L.Y.»            | «Hello from Mars»                | «Привет с Марса»               | Английский                  | Мартиньш Фрейманис, Лаурис Рейникс                                 |
| Мальта               | PBS                | Линн Киркоп         | «To Dream Again»                 | «Снова мечтать»                | Английский                  | Синтия Саммут, Альфред Заммит                                      |
| Нидерланды           | NOS                | Эстер Харт          | «One More Night»                 | «Ещё одна ночь»                | Английский                  | Алан Майкл, Тьёрд ван Занен                                        |
| Норвегия             | NRK                | Йостейн Хассельгорд | «I'm Not Afraid to Move On»      | «Я не боюсь идти дальше»       | Английский                  | Арве Фурсет, Ви Джей Стрём                                         |
| Польша               | TVP                | «Ich Troje»         | «Keine Grenzen — Żadnych granic» | «Без границ»                   | Немецкий, польский, русский | Андре Франке, Иоахим Хорн-Бернжес, Яцек Лагва, Михал Вишневски     |
| Португалия           | RTP                | Рита Герра          | «Deixa-me sonhar»                | «Дай мне помечтать»            | Португальский, английский   | Пауло Мартинс                                                      |
| Россия               | Первый канал       | «t.A.T.u.»          | «Не верь, не бойся, не проси»    | —                              | Русский                     | Марс Лазар, Валерий Полиенко                                       |
| Румыния              | TVR                | Никола              | «Don't Break My Heart»           | «Не разбивай моё сердце»       | Английский                  | Михай Александру, Никола                                           |
| Словения             | RTVSLO             | Кармен Ставец       | «Nanana»                         | «На-на-на»                     | Английский                  | Кармен Ставец, Мартин Штиберник                                    |
| Турция               | TRT                | Сертаб Эренер       | «Everyway That I Can»            | «Всеми путями, какими я могу»  | Английский                  | Демир Демиркан, Сертаб Эренер                                      |
| Украина              | НТКУ               | Александр Пономарёв | «Hasta la vista»                 | «Прощай»                       | Английский                  | Свика Пик, Мирит Шем Ор                                            |
| Франция              | France Télévisions | Луиза Бейлеш        | «Monts et merveilles»            | «Горы и чудеса»                | Французский                 | Хосин Халлаф                                                       |
| Хорватия             | HRT                | Клаудия Бени        | «Više nisam tvoja»               | «Я больше не твоя»             | Хорватский, английский      | Андрей Бабич                                                       |
| Швеция               | SVT                | «Fame»              | «Give Me Your Love»              | «Дай мне свою любовь»          | Английский                  | Калле Киндбом, Карл Сольвниц                                       |
| Эстония              | ETV                | «Ruffus»            | «Eighties Coming Back»           | «Восьмидесятые возвращаются»   | Английский                  | Вайко Эплик                                                        |

## Результаты
| №  | Страна               | Песня                            | Место | Баллы |
| -- | -------------------- | -------------------------------- | ----- | ----- |
| 01 | Исландия             | «Open Your Heart»                | 8     | 81    |
| 02 | Австрия              | «Weil der Mensch zählt»          | 6     | 101   |
| 03 | Ирландия             | «We've Got the World»            | 11    | 53    |
| 04 | Турция               | «Everyway That I Can»            | 1     | 167   |
| 05 | Мальта               | «To Dream Again»                 | 25    | 4     |
| 06 | Босния и Герцеговина | «Ne brini»                       | 16    | 27    |
| 07 | Португалия           | «Deixa-me sonhar»                | 22    | 13    |
| 08 | Хорватия             | «Više nisam tvoja»               | 15    | 29    |
| 09 | Кипр                 | «Feeling Alive»                  | 20    | 15    |
| 10 | Германия             | «Let's Get Happy»                | 11    | 53    |
| 11 | Россия               | «Не верь, не бойся, не проси»    | 3     | 164   |
| 12 | Испания              | «Dime»                           | 8     | 81    |
| 13 | Израиль              | «מילים לאהבה» («Milim la’ahava») | 19    | 17    |
| 14 | Нидерланды           | «One More Night»                 | 13    | 45    |
| 15 | Великобритания       | «Cry Baby»                       | 26    | 0     |
| 16 | Украина              | «Hasta la vista»                 | 14    | 30    |
| 17 | Греция               | «Never Let You Go»               | 17    | 25    |
| 18 | Норвегия             | «I'm Not Afraid to Move On»      | 4     | 123   |
| 19 | Франция              | «Monts et merveilles»            | 18    | 19    |
| 20 | Польша               | «Keine Grenzen — Żadnych granic» | 7     | 90    |
| 21 | Латвия (Х)           | «Hello from Mars»                | 24    | 5     |
| 22 | Бельгия              | «Sanomi»                         | 2     | 165   |
| 23 | Эстония              | «Eighties Coming Back»           | 21    | 14    |
| 24 | Румыния              | «Don't Break My Heart»           | 10    | 73    |
| 25 | Швеция               | «Give Me Your Love»              | 5     | 107   |
| 26 | Словения             | «Nanana»                         | 23    | 7     |

## Голосование
|           |                      | Результаты |          |        |        |                      |            |          |      |          |        |         |         |            |                |         |        |          |         |        |        |         |         |         |        |          |    |    |
| Всего     | Исландия             | Австрия    | Ирландия | Турция | Мальта | Босния и Герцеговина | Португалия | Хорватия | Кипр | Германия | Россия | Испания | Израиль | Нидерланды | Великобритания | Украина | Греция | Норвегия | Франция | Польша | Латвия | Бельгия | Эстония | Румыния | Швеция | Словения |    |    |
| Участники | Исландия             | 81         |          | -      | 7      | 8                    | 12         | -        | -    | 6        | 5      | 1       | -       | -          | -              | 6       | -      | 4        | -       | 12     | 1      | 1       | 3       | 3       | 1      | -        | 7  | 4  |
| Участники | Австрия              | 101        | 10       |        | -      | 6                    | -          | 5        | 10   | 5        | 4      | 2       | -       | 8          | -              | 8       | 8      | -        | 2       | 8      | -      | -       | 4       | 2       | 6      | -        | 6  | 7  |
| Участники | Ирландия             | 53         | 2        | -      |        | 5                    | 5          | -        | 7    | 4        | 7      | -       | -       | -          | -              | -       | 12     | 1        | -       | 6      | -      | -       | 1       | 1       | -      | -        | -  | 2  |
| Участники | Турция               | 167        | 3        | 12     | -      |                      | 4          | 12       | 8    | 10       | 8      | 10      | -       | 3          | 7              | 12      | 7      | 2        | 7       | 10     | 10     | 2       | -       | 12      | -      | 10       | 8  | 10 |
| Участники | Мальта               | 4          | -        | -      | 3      | -                    |            | -        | 1    | -        | -      | -       | -       | -          | -              | -       | -      | -        | -       | -      | -      | -       | -       | -       | -      | -        | -  | -  |
| Участники | Босния и Герцеговина | 27         | -        | 7      | -      | 12                   | -          |          | -    | 8        | -      | -       | -       | -          | -              | -       | -      | -        | -       | -      | -      | -       | -       | -       | -      | -        | -  | -  |
| Участники | Португалия           | 13         | -        | -      | 2      | -                    | -          | -        |      | -        | -      | -       | -       | 2          | -              | -       | -      | 3        | -       | -      | 6      | -       | -       | -       | -      | -        | -  | -  |
| Участники | Хорватия             | 29         | -        | 5      | 6      | 3                    | -          | 6        | -    |          | -      | -       | -       | -          | -              | -       | -      | -        | 1       | -      | -      | -       | -       | -       | -      | -        | -  | 8  |
| Участники | Кипр                 | 15         | -        | -      | -      | -                    | 2          | -        | -    | -        |        | -       | -       | -          | 1              | -       | -      | -        | 12      | -      | -      | -       | -       | -       | -      | -        | -  | -  |
| Участники | Германия             | 53         | 8        | 1      | 4      | -                    | 3          | -        | -    | -        | -      |         | 7       | 4          | -              | 2       | 4      | -        | -       | -      | -      | 5       | 2       | -       | 2      | 1        | 10 | -  |
| Участники | Россия               | 164        | 4        | 8      | -      | 10                   | 1          | 3        | 4    | 12       | 10     | 8       |         | 6          | 10             | 1       | -      | 12       | 10      | 2      | 7      | 4       | 12      | 7       | 12     | 7        | 2  | 12 |
| Участники | Испания              | 81         | 6        | -      | -      | 2                    | -          | -        | 12   | 7        | 6      | -       | 6       |            | 12             | 5       | -      | -        | 5       | -      | -      | -       | -       | 10      | -      | 5        | 4  | 1  |
| Участники | Израиль              | 17         | -        | -      | -      | -                    | -          | -        | -    | -        | -      | -       | 5       | 1          |                | -       | -      | -        | 3       | -      | 8      | -       | -       | -       | -      | -        | -  | -  |
| Участники | Нидерланды           | 45         | -        | -      | 5      | -                    | 7          | 2        | -    | -        | -      | -       | 10      | -          | 2              |         | 1      | -        | -       | 5      | -      | -       | -       | 8       | -      | -        | 5  | -  |
| Участники | Великобритания       | 0          | -        | -      | -      | -                    | -          | -        | -    | -        | -      | -       | -       | -          | -              | -       |        | -        | -       | -      | -      | -       | -       | -       | -      | -        | -  | -  |
| Участники | Украина              | 30         | -        | -      | -      | -                    | -          | -        | -    | -        | -      | -       | 8       | -          | 4              | -       | -      |          | -       | -      | -      | 10      | 5       | -       | 3      | -        | -  | -  |
| Участники | Греция               | 25         | -        | -      | 1      | 4                    | -          | -        | -    | -        | 12     | 5       | 1       | -          | -              | -       | -      | -        |         | -      | -      | -       | -       | -       | -      | 2        | -  | -  |
| Участники | Норвегия             | 123        | 12       | 2      | 12     | -                    | 6          | -        | 5    | -        | -      | 7       | 4       | -          | 3              | 7       | 6      | 7        | -       |        | 3      | 6       | 7       | 6       | 10     | 3        | 12 | 5  |
| Участники | Франция              | 19         | -        | -      | -      | -                    | -          | 8        | 2    | -        | -      | -       | -       | -          | -              | -       | -      | -        | -       | -      |        | 3       | -       | -       | -      | 6        | -  | -  |
| Участники | Польша               | 90         | -        | 10     | -      | -                    | 10         | -        | -    | -        | -      | 12      | -       | 5          | -              | 4       | 2      | 8        | 6       | 4      | 5      |         | 8       | 5       | 4      | 4        | 3  | -  |
| Участники | Латвия               | 5          | -        | -      | -      | -                    | -          | -        | -    | -        | -      | -       | -       | -          | -              | -       | -      | -        | -       | -      | -      | -       |         | -       | 5      | -        | -  | -  |
| Участники | Бельгия              | 165        | 7        | 4      | 10     | 7                    | -          | 10       | 6    | -        | 3      | 6       | 3       | 12         | 8              | 10      | 5      | 10       | 8       | 3      | 12     | 12      | 10      |         | 8      | 8        | -  | 3  |
| Участники | Эстония              | 14         | 1        | -      | 8      | -                    | -          | -        | -    | -        | -      | -       | 2       | -          | -              | -       | 3      | -        | -       | -      | -      | -       | -       | -       |        | -        | -  | -  |
| Участники | Румыния              | 73         | -        | 6      | -      | 1                    | -          | 7        | -    | 1        | 2      | 4       | 12      | 10         | 6              | -       | -      | 6        | 4       | 1      | 4      | 8       | -       | -       | -      |          | 1  | -  |
| Участники | Швеция               | 107        | 5        | 3      | -      | -                    | 8          | 1        | 3    | 2        | 1      | 3       | -       | 7          | 5              | 3       | 10     | 5        | -       | 7      | 2      | 7       | 6       | 4       | 7      | 12       |    | 6  |
| Участники | Словения             | 7          | -        | -      | -      | -                    | -          | 4        | -    | 3        | -      | -       | -       | -          | -              | -       | -      | -        | -       | -      | -      | -       | -       | -       | -      | -        | -  |    |

### 12 баллов в финале
| Кол-во | Получившая страна    | Голосовавшая страна                                |
| ------ | -------------------- | -------------------------------------------------- |
| 5      | Россия               | Латвия, Словения, Украина, Хорватия, Эстония       |
| 4      | Турция               | Австрия, Бельгия, Босния и Герцеговина, Нидерланды |
| 3      | Норвегия             | Ирландия, Исландия, Швеция                         |
| 3      | Бельгия              | Испания, Польша, Франция                           |
| 2      | Исландия             | Мальта, Норвегия                                   |
| 2      | Испания              | Израиль, Португалия                                |
| 1      | Босния и Герцеговина | Турция                                             |
| 1      | Греция               | Кипр                                               |
| 1      | Ирландия             | Великобритания                                     |
| 1      | Кипр                 | Греция                                             |
| 1      | Польша               | Германия                                           |
| 1      | Румыния              | Россия                                             |
| 1      | Швеция               | Румыния                                            |

## Награды

### Премия Барбары Декс
Премия за самый нелепый сценический костюм имени Барбары Декс в 2003 году была присуждена представительницам России группе «t.A.T.u.».

### Премия Марселя Безансона
Премия Марселя Безансона (англ. Marcel Bezençon Awards) впервые была вручена на Евровидении-2002 в Таллине (Эстония) лучшим песням финалистов фестиваля. Учредители — Кристер Бьоркман (представитель Швеции на Евровидении-1992) и Ричард Хэрри (участник шведской поп-группы «Herreys», в качестве участника от Швеции победил на Евровидении-1984). Название премия получила в честь создателя песенного конкурса.
| Номинация                 | Страна     | Песня                 | Исполнитель(-ница) | Композитор(-ы)                    |
| ------------------------- | ---------- | --------------------- | ------------------ | --------------------------------- |
| Лучший исполнитель        | Нидерланды | «One More Night»      | Эстер Харт         | Тьерд ван Занен, Алан Майкл       |
| OGAE                      | Испания    | «Dime»                | Бет                | Хесус Мария Перес, Амайя Мартинес |
| Приз зрительских симпатий | Турция     | «Everyway That I Can» | Сертаб Эренер      | Сертаб Эренер, Демир Демиркан     |

## Трансляция
Таблица, приведённая ниже, показывает порядок, в котором отдавались голоса во время конкурса 2003 года, и имена представителей, ответственных за представленные песни и объявление голосов в соответствующих странах. Каждый национальный вещатель также отправил на конкурс комментаторов, для того, чтобы обеспечить охват конкурса на родном языке. Подробная информация о комментаторах и вещателях также представлена в таблице, приведённой ниже.

### Глашатаи
1. Исландия — Ева Мария Йонсдоттир
2. Австрия — Додо Рощич
3. Ирландия — Памела Флуд
4. Турция — Мелтем Эрсан Язган
5. Мальта — Шэрон Борг
6. Босния и Герцеговина — Ана Виленика
7. Португалия — Элена Рамуш
8. Хорватия — Давор Мештрович
9. Кипр — Лукас Хамацос
10. Германия — Аксель Бультхаупт
11. Россия — Яна Чурикова
12. Испания — Анна Игартибуру
13. Израиль — Михал Зоарец
14. Нидерланды — Марлэйн Сахупала
(Представительница Нидерландов на «Евровидении-1999»)
15. Великобритания — Лоррэйн Келли
16. Украина — Людмила Харив
17. Греция — Алексис Косталас
18. Норвегия — Руаль Эйен
19. Франция — Сандрин Франсуа
(Представительница Франции на «Евровидении-2002»)
20. Польша — Мацей Орлось
21. Латвия — Гиртс Лицис
22. Бельгия — Корин Буланже
23. Эстония — Инес
(Представительница Эстонии на «Евровидении-2000»)
24. Румыния — Леонард Мирон
25. Швеция — Каттис Альстрём
(Ведущая «Евровидения-2000»)
26. Словения — Питер Поулс

### Комментаторы

#### Участвующие страны
- Исландия — Гисли Мартин Бальдурссон (RÚV)
- Австрия — Мартин Блюменау и Энди Кнолл (ÖRF)
- Ирландия — Джерри Райан и Марти Уилан (RTÉ)
- Турция — Бюлент Озверен и Джанан Кумбасар (TRT)
- Мальта — Джон Банди (PBS)
- Босния и Герцеговина — Деян Кукрич (PBSBiH)
- Португалия — Маргарида Мерсиш ди Мелу (RTP)
- Хорватия — Даниэла Трбович и Драгиня Балаш (HRT)
- Кипр — Павлос Павлу и Эви Папамихаил (CyBC)
- Германия — Питер Урбан и Томас Мор (ARD)
- Россия — Елена Батинова и Юрий Аксюта (Первый канал)
- Испания — Хосе Луис Урибарри (TVE)
- Израиль — Даниэль Пеэр (IBA)
- Нидерланды — Вессель ван Дипен и Виллем ван Бусёком (NPO)
- Великобритания — Кен Брюс и Терри Воган (BBC)
- Украина — Дмитрий Крыжановский и Павел Шилько (НТКУ)
- Греция — Гиоргос Митропулос и Дафни Бокота (ERT)
- Норвегия — Йостейн Педерсен (NRK)
- Франция — Изабель Мерго, Лоран Буайе и Лоран Рукье (FT)
- Польша — Артур Оржех (TVP)
- Латвия — Карлис Стрипис (LTV)
- Бельгия — Жан-Пьер Отье, Патрик Дюамель и Софи Бремс (RTBF); Андре Вермелен, Аня Деймс, Жюльен Пут и Мишель Фолле (VRT)
- Эстония — Велло Рэнд и Марко Рейкоп (ETV)
- Румыния — Андрея Демиргян (TVR)
- Швеция — Каролина Норен (SR); Пекка Хейно (SVT)
- Словения — Андреа Ф (RTVSLO)

#### Неучаствующие страны
- Австралия — Дез Манган (SBS)
- Албания — ? (RTSH)
- Андорра — Альберт Ройг и Мери Пикарт (RTVA)
- Армения — ? (AMPTV)
- Беларусь — Алесь Кругляков и Татьяна Якушева (БТРК)
- Дания — Йорген де Милиус (DR)
- Италия — Паоло Киличи и Фабио Канино (GAY.tv)
- Литва — Дариус Узкурайтис (LRT)
- Македония — Миланка Рашик (MRT)
- Пуэрто-Рико — ? (WKAQ-TV)
- Сербия и Черногория — ? (RTS)
- США — ? (NBC)
- Финляндия — Аско Муртомяки и Мария Гузенина (YLE)
- Фолклендские острова — ? (BFBS)
- Швейцария — Даниэле Раусео, Жан-Марк Ришар и Роман Кильхспергер (SRG SSR)

## Инциденты

### Организационные вопросы
В январе 2003 года немецкий новостной журнал Der Spiegel сообщил, что Рига испытывает серьезные финансовые проблемы, которые могут привести к расторжению контракта, поэтому конкурс, возможно, придется перенести в другой город. Илона Берзиня, пресс-секретарь LTV, опровергла информацию о возможных финансовых проблемах Рижского городского совета. это привело бы к срыву организации конкурса. В феврале газета Baltic Times сообщила, что комитет Рижского муниципалитета отклонил предложение об отзыве средств, которые он пообещал выделить на организацию конкурса. В марте датская газета B.T. опубликовала статью, основанную на обвинениях телевизионного директора EBU Бьерна Эрихсена в том, что LTV страдает от организационного хаоса, который может привести к снятию с Латвии обязанностей ведущего, поскольку они отстают от графика. Генеральный директор LTV Улдис-Иварс Грава ответил: «Несколько недель назад юридический директор EBU Вернер Румфорст был в Риге, и я провел целый день с ним и с бывшим генеральным директором датской телекомпании DR Бьерном Эрихсеном. Мы говорили о сотрудничестве и обмене программами, и ни один из них не произнес ни единого слова, которое могло бы свидетельствовать о каких-либо сомнениях, недоверии или обвинениях». Ингрида Смит, глава пресс-службы песенного конкурса «Евровидение-2003», подтвердила, что конкурс состоится в Риге, несмотря на прошлые сообщения.

### Споры вокруг российской группы t.A.T.u.
После выбора группы «t.A.T.u», как российских представителей, они дали интервью немецкому таблоиду Bild в марте 2003 года, в котором они заявили, что без сомнения выиграют конкурс, и раскритиковали немецкую участницу Лу, назвав ее ведьмой. Участница дуэта Юлия Волкова заявила: «В России мы ухаживаем за слепыми и пожилыми людьми, но мы не отправляем их на Гран-при. В Германии, должно быть, все по-другому». Позже Лу ответила на комментарии, заявив: «Я не знаю, являются ли скулящие, дерущиеся и пьющие дети подходящими представителями такой прекрасной страны, как Россия». Первая репетиция t.A.T.u. состоялась 20 мая — группа должна была отрепетировать накануне, но опоздала на день, заявив, что у Юлии Волковой болит горло. Журналисты освистали группу во время их пресс-конференции, на которой они жаловались на плохое освещение постановки и сцену. Супервайзер EBU Сара Юен сказала: "Они - плохие девочки поп-музыки... Мы не должны были ожидать, что они придут сюда и будут вести себя мило". Первоначально EBU планировал подготовить предварительную запись выступления российской группы для замены во время прямой трансляции на случай, если дуэт исполнит на сцене рекламный лесбийский трюк, который, по их мнению, не подходит для семейного развлекательного шоу. Позже EBU заявил, что выступление будет транслироваться в прямом эфире без каких-либо перерывов.

### Российская жалоба на голосование в Ирландии
После окончания конкурса, Первый канал пожаловался на то, что ирландская телекомпания RTÉ использовала дублирующее жюри, из-за чего, победу на конкурсе одержала Турция. В заявлении Первого канала говорится, что «учитывая незначительную разницу в баллах между первым и третьим местами, есть основания полагать, что результаты конкурса для России могут сильно отличаться». В ночь проведения конкурса опросы для голосования, проводимые ирландской телекоммуникационной компанией Eircom, работали с задержкой. Результаты были получены не вовремя, что побудило RTÉ вместо этого использовать голоса резервного жюри. EBU очистил RTÉ от любых возможных нарушений после расследования по этому вопросу и заявил, что правила, касающиеся замены телезрителей на резервное жюри, были применены правильно. Позже телеканал RTE опубликовал неиспользованные результаты телевизионного голосования, которые показали, что если бы не было задействовано жюри, Турция все равно победила бы, а "партнеры" Ирландии по голосованию, Великобритания, по-прежнему не набрали бы очков. Россия не получила ни одного балла от телезрителей, однако, поскольку Бельгия получила всего 2 балла от ирландских телезрителей, в отличие от 10 баллов, присужденных ирландским жюри, Россия заняла бы второе место.